# 吉弘鑑理
吉弘 鑑理（よしひろ あきまさ/あきただ）は、戦国時代の武将。大友氏の家臣。

## 略歴
吉弘氏は大友氏庶流の一族で、田原氏の分家筋でもある。初めの主君で後に義父となる大友義鑑と父・吉弘氏直（うじなお）から1字ずつ賜り、初めは鑑直（あきなお）を称した。天文3年（1534年）に父・氏直（当時19歳）が大内氏との勢場ヶ原の戦いで戦死したため、家督を継ぐ。同年9月には、筑後国人西牟田播磨守親毎・親氏父子が三池・溝口・辺春、肥後の小代・大野諸氏らとともに反旗をひるがえした。大友義鑑はこの反乱を鎮圧するため、吉弘左近大夫と田北左京進を大将として8千7百余の大軍を率いて、西牟田城を攻め落とし、親毎・親氏父子を誅伐した。
天文19年（1550年）7月、肥後菊池義武に対して竹迫・宇土・下陣・片志多攻略に参戦した。弘治2年（1556年）5月には謀反を起こす小原鑑元に対し肥後に出陣して、反乱を鎮圧した。弘治3年（1557年）から亡くなるまで大友宗麟の側近として活躍し、臼杵鑑速や吉岡長増らと共に豊後の「三老」に列せられた。永禄3年（1560年）4月18日、そして8月16日～19日、筑前の豪族宗像氏貞に対して許斐山城、白山城、蔦ヶ嶽城に数度の侵攻にも参戦した。政務では肥前方分を務め、同年9月7日、吉岡長増、田北鑑生と共に龍造寺隆信と神代勝利を和睦させた。永禄4年（1561年）申次職を務める。
永禄5年（1562年）尼子義久の要請を受けた大友宗麟は再度豊前出兵を命じ、二老（戸次鑑連・吉弘鑑理）と7人の国衆を派遣した。7月、大友軍は再び香春岳城を攻め落とし、原田親種を追い出せて、城将・千手宗元を降伏する。
さらに毛利軍の手に落ち天野隆重と杉重良を守る松山城の奪還を目指し豊前刈田に着陣、9月1日上毛郡夜戦・13日や11月19日七度の松山城攻めにも鑑理・鑑連ら大友勢が攻撃を仕かけてきたが小競り合いに終始した。
松山城を包囲する間に鑑理・鑑連ら大友軍は再び門司城下まで転戦進撃し、10月13日夜昼、大里において第三次柳ヶ浦の戦いに鑑理・鑑連らの奮戦ぶりで毛利軍の冷泉元豊、桂兵部大夫、赤川元吉らを討ち取る大戦果を挙げたが、11月26日にも、終日門司城下で合戦があり、数百人の負傷者・死者を出した。翌永禄6年（1563年）正月、毛利隆元と小早川隆景の大軍が到着して、両軍にらみ合いとなった。
智勇兼備の武将で、宗麟からの信任は厚く、筑前国での軍権を与えられて、のち吉岡長増から豊前、豊後の政治事項を継ぐ。弘治3年（1557年）7月の秋月文種の攻略や永禄10年（1567年）7月の高橋鑑種討伐、永禄11年（1568年）4月～7月の立花鑑載らの謀反鎮圧に参加した。対毛利氏の門司城の戦いや、永禄12年（1569年）5月の多々良浜の戦いなど、大友氏における主要な合戦の大半に出陣して武功を挙げた。
永禄12年（1569年）3月、第一次龍造寺隆信の討伐の際、隆信は肥前方分に担当するの鑑理に降伏の使者を送るが、隆信の人なりを知る鑑理は一蹴し、次に戸次鑑連に降伏の使者を出したがやはり断られた。この時、鑑連に隆信が出した書状には、「鑑理のように頼み甲斐のない人はもういやいや」と書いている。4月6日、多布施口の戦いで龍造寺軍の主力を撃破したが、さらに進撃する際に、発病するなど病気がちであったようで、龍造寺氏を滅ぼす機会を見逃した。同年11月には戸次鑑連らと共に筑前宝満城の高橋鑑種を攻め降伏させている。
元亀元年（1570年）4月、第二次龍造寺隆信討伐の今山の戦いに参加したのち、元亀2年（1571年）に死去。翌日、宗麟は「治療、加持祈祷を尽くしたのだが」と鑑理の死を惜しんだ。家督は嫡男・鎮信が継いだ。
また、鑑理は筑前の要衝・立花山城城督に予定されたが、病死したため、暫く子の鎮信に担当するが、間もなく立花山城城督には戸次鑑連が選ばれ、鑑連は立花と改め道雪と号した。

## 子孫
- 父：吉弘氏直（?-1534）
- 母：不詳
- 室：貞善院義誉静音 - 大友義鑑娘
- 嫡男：吉弘鎮信（1544-1578）
  - 孫：吉弘統幸
  - 孫：田北鎮生[17]
  - 孫：吉弘統貞
  - 孫：林クインタ (林宗頓（志賀親成、洗礼名はゴンサロ）室[18]）
  - 孫：大友親家室[19]
  - 孫：戸次統常室
  - 孫：橋津（松山）伊兵衛室
- 次男：吉弘鎮理（1548-1586） - 高橋鎮種/紹運
  - 孫：立花宗茂（高橋統虎、立花道雪養子）
  - 孫：立花直次（高橋統増）
  - 孫：退清院[20]（大友義乗室）
  - 孫：甲斐（立花成家室）
  - 孫：於千代（小田部統房室）
  - 孫：嘉也（立花親家室後に細川興元室）
- 娘：？（実名不詳、片賀瀬戸次氏第4代当主戸次鎮秀（宗傑）室）
  - 外孫 ：戸次統貞（戸次玄珊）
  - 外孫?：戸次統秀（斎藤純秀）
  - 外孫 ：戸次親良（山田勝兵衛。立花宗茂家臣、柳河藩士）[21]
  - 外孫 ：志賀鎮隆(志賀兵庫頭)室
  - 外孫 ：問註所統景(問註所刑部大輔)室

※統秀も鎮秀の子であるが、母が鑑理の娘かどうか確証がないため｢?｣を施した。
- 娘：尊寿院（?-1595） - 菊姫、ジュスタ、宗麟の嫡男・大友義統室
  - 外孫：大友義乗（長男、大友氏第23代当主）
  - 外孫：（長女、洗礼名：「サビイナ」、生没年未詳　夭折）
  - 外孫：（次女、洗礼名「マキシマ」[22]）
- 娘：？（実名不詳、桜井正続（桜井加賀入道楚竹斎紹白）室）
  - 外孫：桜井正慶（桜井藤兵衛、道徹）

## 関連作品
- 赤神諒『大友二階崩れ』（日本経済新聞出版社、2018年2月21日）ISBN 978-4532171469（吉弘鑑理を主人公とする）